# Episodi de Le sorelle McLeod (settima stagione)
La settima stagione della serie televisiva Le sorelle McLeod è stata trasmessa in prima visione in Australia da Nine Network nel 2007.
In Italia è stata trasmessa in prima visione da Hallmark Channel dal 5 novembre 2007.
| nº | Titolo originale                 | Titolo italiano                     | Prima TV Australia | Prima TV Italia |
| -- | -------------------------------- | ----------------------------------- | ------------------ | --------------- |
| 1  | Second Chances                   | Una seconda chance                  | 7 febbraio 2007    | 5 novembre 2007 |
| 2  | All The Wrong Places             | Un posto dove stare                 | 14 febbraio 2007   |                 |
| 3  | Digging Up The Past              | Scavando nel passato                | 21 febbraio 2007   |                 |
| 4  | Thicker Than Water               | Il sangue non è acqua               | 28 febbraio 2007   |                 |
| 5  | Reaching Out                     | Una mano amica                      | 7 marzo 2007       |                 |
| 6  | Returned Favour                  | Un favore da ricambiare             | 14 marzo 2007      |                 |
| 7  | Of Hearts and Hunters            | Un amore braccato                   | 21 marzo 2007      |                 |
| 8  | Climb every mountain             | Vincere le difficoltà               | 11 aprile 2007     |                 |
| 9  | Sisters are doing for themselves | Un'altra sorella                    | 18 aprile 2007     |                 |
| 10 | Rules of engagement              | Un fidanzamento fuori dal comune    | 25 aprile 2007     |                 |
| 11 | Bloodlines                       | Legami Familiari                    | 2 maggio 2007      |                 |
| 12 | Warts and all                    | Nel bene e nel male                 | 9 maggio 2007      |                 |
| 13 | Conflicts of interest            | Conflitto di interessi              | 16 maggio 2007     |                 |
| 14 | Flesh and stone                  | Via da Drovers                      | 30 maggio 2007     |                 |
| 15 | All's fair in love and war       | Tutto è lecito in guerra e in amore | 6 giugno 2007      |                 |
| 16 | Ever after                       | Per il resto della vita             | 20 giugno 2007     |                 |
| 17 | Grace under fire                 | Grace sotto esame                   | 27 giugno 2007     |                 |
| 18 | Gift horse                       | Addio Baggins                       | 11 luglio 2007     |                 |
| 19 | Hot water                        | Richiesta d'aiuto                   | 18 luglio 2007     |                 |
| 20 | Leaving the nest                 | Spiccare il volo                    | 25 luglio 2007     |                 |
| 21 | Spark from heaven                | Un amico venuto dal cielo           | 1º agosto 2007     |                 |
| 22 | The courage within               | Il coraggio di ricominciare         | 8 agosto 2007      |                 |
| 23 | Divided we stand                 | Cuore diviso                        | 15 agosto 2007     |                 |
| 24 | On the prowl                     | Sulle tracce della preda            | 22 agosto 2007     |                 |
| 25 | Fanning the flames               | L'incendio di Drovers               | 29 agosto 2007     |                 |
| 26 | My enemy my friend               | Nemica, amica                       | 5 settembre 2007   |                 |
| 27 | Knight in shinning armour        | Un nobile cavaliere                 | 12 settembre 2007  |                 |
| 28 | The short cut                    | La scorciatoia                      | 19 settembre 2007  |                 |
| 29 | Seeing is believing              | Vedere per credere                  | 26 settembre 2007  |                 |
| 30 | Second chances                   | La scelta                           | 3 ottobre 2007     |                 |
| 31 | Mixed Messages                   | Segnali confusi                     | 10 ottobre 2007    |                 |
| 32 | Silent Night                     | Notte silenziosa                    | 17 ottobre 2007    |                 |